# Opernhaus vorm Salztor

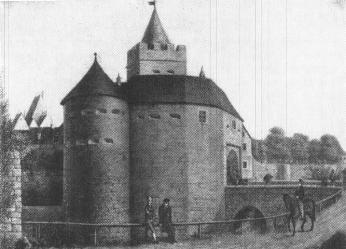
Das Salztor in Naumburg im 18. Jahrhundert; zwischen dem Tor und dem Vorsprung rechts stand das Opernhaus hinter der Mauer

Das Opernhaus vorm Salztor war ein im Jahr 1701 eröffnetes Theatergebäude in Naumburg (Saale). Das Haus wurde während der Regentschaft des Herzogs Moritz Wilhelm von Sachsen-Zeitz in dessen Auftrag errichtet. Im Jahr 1716 brannte es ab und wurde nicht wieder aufgebaut. In den 15 Jahren seines Bestehens wurden im Naumburger Opernhaus mindestens 14 verschiedene Opern und ein Schauspiel aufgeführt.

## Vorgeschichte

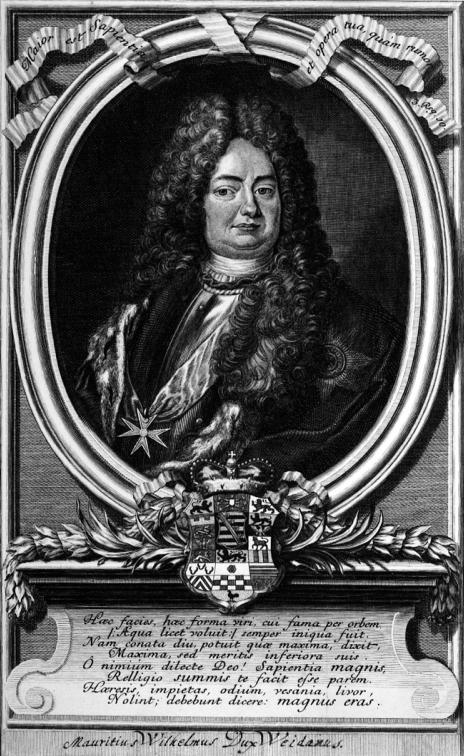
Herzog Moritz Wilhelm von Sachsen-Zeitz

Die Stadt Naumburg besaß ab dem Mittelalter ein Messeprivileg des Kaisers, das sie mit der Petri-und-Pauli-Messe, die jedes Jahr im Juni stattfand, auch nutzte. Da das 60 km entfernte Leipzig ab 1669 auch ein solches Privileg besaß, standen beide Städte in Konkurrenz zueinander. Leipzig hatte zur Unterhaltung der Messegäste mit der 1693 eröffneten Oper am Brühl ein funktionsfähiges Theater, in dem zu den drei Messezeiten Opern aufgeführt wurden.
Um die Attraktivität der Naumburger Messe zu steigern, ließ Herzog Moritz Wilhelm von Sachsen-Zeitz, in dessen Territorium die Stadt Naumburg lag, wo er bis anhin nur das sogenannte Residenzhaus und ein Amtsgebäude besaß, vier Grundstücke am Ende der Neugasse in der Nähe des Salztores requirieren, um darauf ein Opernhaus zu errichten.

## Gebäude

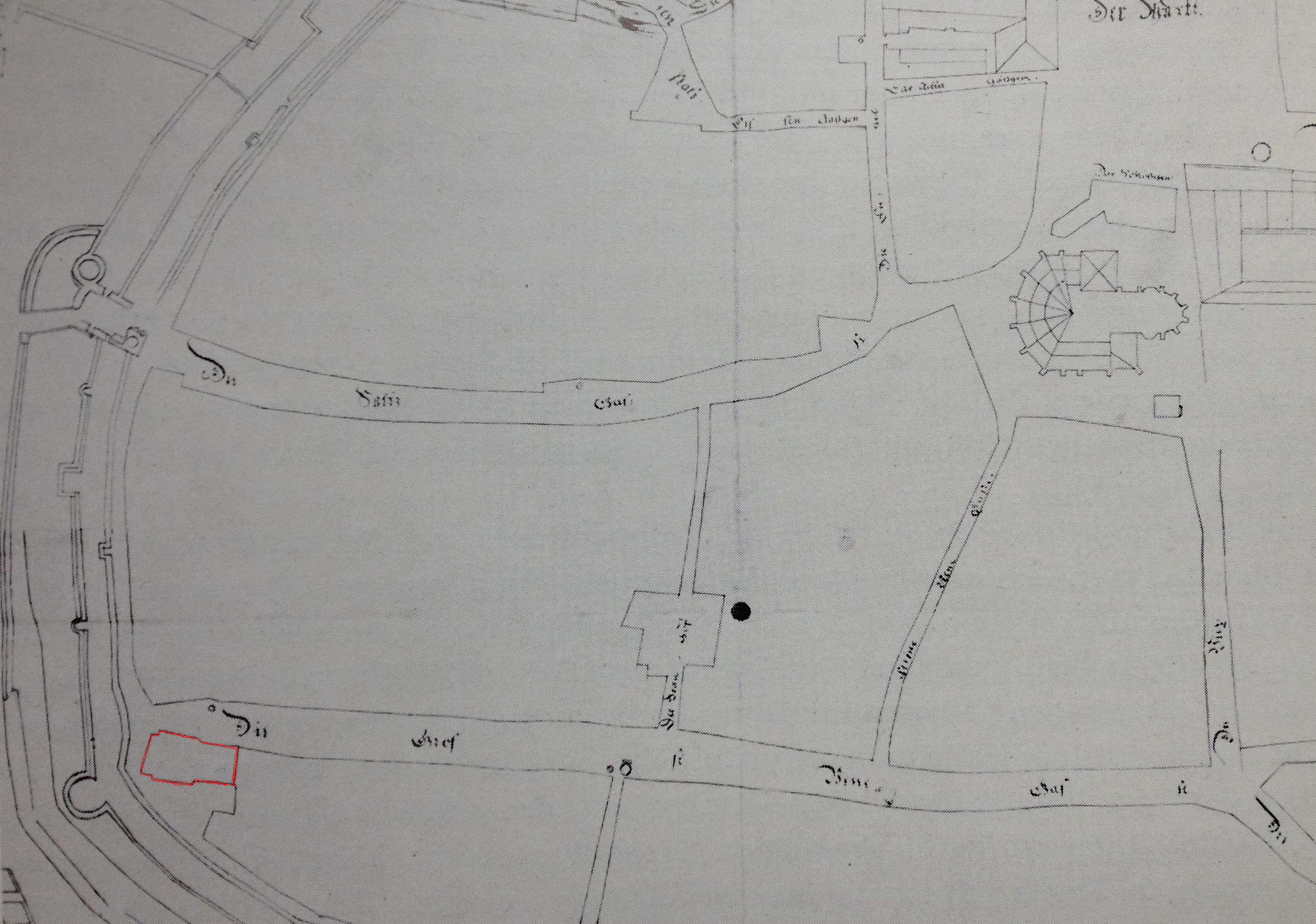
Ausschnitt aus einem Stadtplan Naumburgs von 1701; das Opernhaus befindet sich unten links (rot umrandet); in der Mitte links ist das Salztor zu erkennen und am rechten oberen Bildrand das Residenzhaus (rechts neben der Kirche) in dem 1717 die Opern aufgeführt wurden

Das 1701 eröffnete Opernhaus war etwa 27 Meter lang und 12 bis 16,5 Meter breit, somit dürften in dem Haus etwa 400 Personen Platz gefunden haben.
Die Bauplanungen erfolgten wahrscheinlich durch den damaligen, in herzoglichen Diensten stehenden Landesbaumeister Johann Heinrich Gengenbach. Das Haus war (im Gegensatz zum 10 Meter längeren Leipziger Opernhaus) in Mauerwerk ausgeführt, unterkellert und mit diversen Theatermaschinen bestückt.
Auf dem Naumburger Stadtplan von 1701 ist das Opernhaus als kreuzförmiges Gebäude zu erkennen. Andere Ansichten des Gebäudes existieren leider nicht mehr.

## Geschichte des Opernhauses
Das Opernhaus vorm Salztor wurde am Nachmittag des 28. Juni 1701 feierlich mit der Oper Orpheus und Euridice vor „sämtlichen hoch fürstlichen Herrschaften“ eröffnet. Andere Quellen sprechen von einer Eröffnung erst 1702.
Die Opernaufführungen in Naumburg waren öffentlich, wurden aber vom Herzog angeordnet, überwacht und finanziert. Auch das Haus befand sich weiter in seinem Eigentum. Somit nahm Naumburg im Gegensatz zu anderen Bürgeropern der damaligen Zeit (z. B. Gänsemarktoper in Hamburg oder das Opernhaus am Brühl in Leipzig) eine Sonderrolle ein, da das Opernhaus nicht von Bürgern finanziert war. Auch war der Unterschied vom Naumburger Haus zu anderen fürstlichen Theatern des Barock, dass das Haus nur während der Petri-und-Pauls-Messe bespielt wurde, die um den 29. Juni eines jeden Jahres währte, also wie die Leipziger Oper eine reine Messeoper war. Der Herzog wählte die Komponisten der aufzuführenden Opern und siedelte, wie es in einigen Biografien der Opernkomponisten zu lesen ist, während der Opernzeiten mit seinem ganzen Hofstaat nach Naumburg über. Auch schrieben einige der Komponisten Musiken für die herzogliche Tafel vor den Opernaufführungen.

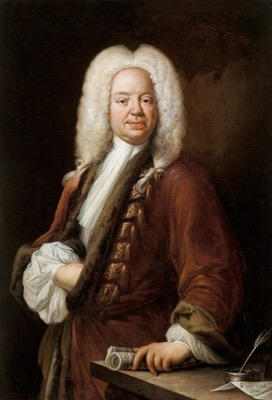
Georg Caspar Schürmann

Die Organisation der Opernaufführungen ist eher dürftig bezeugt. Der in Naumburg gebürtige Komponist Johann Theile, der Opern für die Hamburger Gänsemarktoper komponiert hatte, hielt sich zwar um 1710 in Naumburg auf, belegt ist aber nur eine Mittlertätigkeit Theiles 1712 zu Gottfried Heinrich Stölzel, der sich zu dieser Zeit in Halle aufhielt, um den Auftrag des Herzog zur Komposition der Oper Valeria zu überbringen, er kommt damit für die o. g. Rollen nicht in Frage. Eher in Frage kommt der Schwiegersohn des Gründers der Leipziger Oper Nicolaus Adam Strungk, ein gewisser Samuel Ernst Döbricht. Dieser überbrachte eine Nachricht vom Herzog aus Zeitz datiert mit dem 8. Juni 1709 an den herzoglichen Amtsverweser in Naumburg, der vier Schlüssel für das Opernhaus in Naumburg beigelegt waren. Darin forderte der Herzog seinen Vertreter auf „im Opernhauße befindliche Maschinen und andere Sachen“ inventarisch zu erfassen und danach Döbricht die Schlüssel zu übergeben. Diese Übergabe leitete ein Gastspiel der Leipziger Operntruppe ein, das dann in die Aufführung von Johann David Heinichen Olympia Vendicata zur Messezeit 1709 mündete. Auch im Jahr 1711 wird Döbricht in den Personalakten der Zeitzer Hofkapelle als für Komposition verwendet genannt. Auch ein gewisser Johann Christoph Frauendorff kommt für die Leitung der Oper in den Jahren 1704 bis 1716 in Betracht, da dieser Sachsen-Zeitzscher Rat war und turnusmäßig 2-jährig das Naumburger Oberbürgermeisteramt versah, auch schrieb er zu Opern Caspar Schürmanns Librettos.

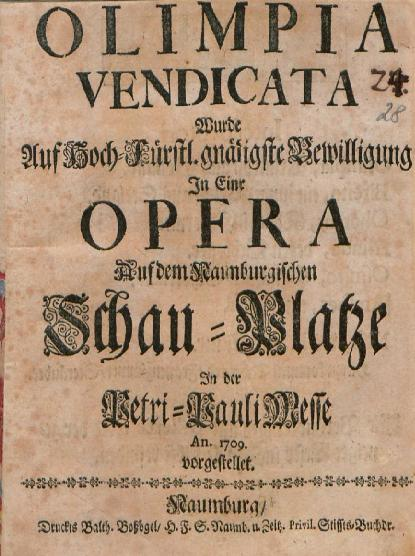
Deckblatt des Textbuches der 1709 in Naumburg aufgeführten Oper Olimpia Vendicata von Johann David Heinichen

Ob für die Naumburger Opernaufführungen die Musiker der Zeitzer Hofkapelle, die seit 1695 von Theiles Schüler Christian Heinrich Aschenbrenner geleitet wurde, Verwendung fanden oder andere Musiker spielten, ist nicht eindeutig geklärt.
Die Bühnentechnik in Naumburg lässt sich heute nur noch anhand der Anforderungen an die gespielten Stücke rekonstruieren. Es dürfte auf der Bühne drei hintereinander liegende Felder (inklusive Bühnenprospekt) gegeben haben, so wie dies im Stück Das verwirrte Haus Jacob gefordert war.
Im Textbuch der Oper Telemaque von Georg Caspar Schürmann ist gefordert, dass

„Ein Theatrum, so von ober aus denen Wolcken herunter kommt.

Ein See übers gantze Theatrum, auff welches Schiffe hin und her gehen,

die aber hernach im Sturme sincken und untergehen.

Eine Gegend von Grotten und allerhand Muscheln,

zwischen denen kleine Gebürge mit Pomeranzen-Bäumen zu sehen.

Ein Wald.- Ein Garten mit Fontainen.

Das Meer mit Felsen und einem Schiffe, so verbrannt wird.

Ein Schiffbruch.- Die Hölle.- Die Elisäischen Felder.

Ein königlicher Saal mit Treppen und Gallerien.

Ein mit Sieges-Zeichen ausgezierten Himmel der Minerva.

Cupidos Flug durch die Lufft.

Pluto in einer Maschine von unten herauff.

Ein feuerspeiender Drache....“

vorhanden sein soll.

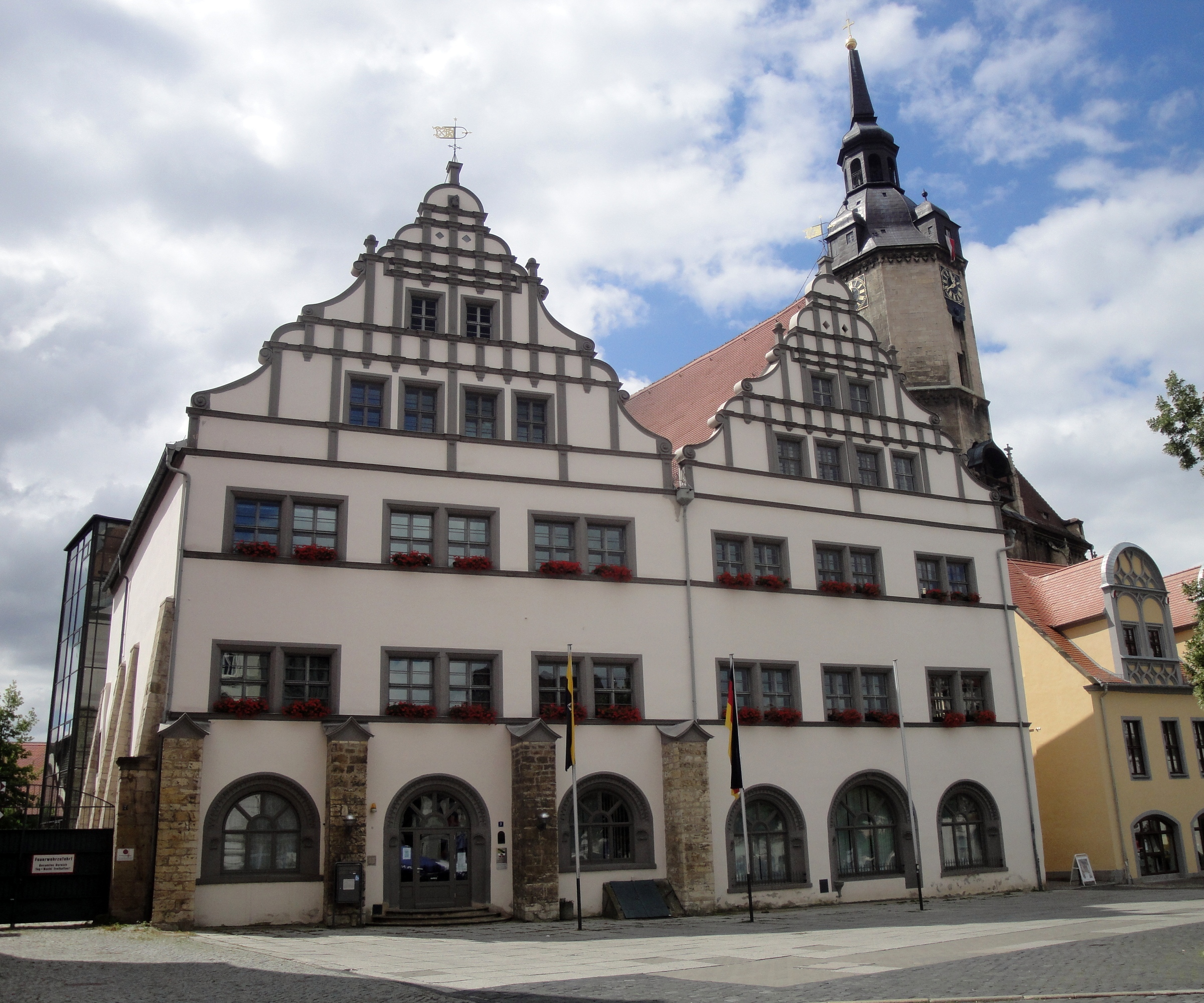
Residenzhaus am Markt (heute Amtsgericht)

Der Herzog versuchte mit seinen Opernaufführungen dem Leipziger Opernhaus nicht nachzustehen und verpflichtete im Laufe der Jahre Künstler wie Georg Caspar Schürmann, Johann David Heinichen, Johann Friedrich Fasch, Gottfried Heinrich Stölzel sowie Barthold Feind für sein Opernhaus. Der „Leipziger Stil“ bei dem nicht nur rein deutsche Opern, sondern auch reine italienische Opern und deutsche Opern mit italienischen Einlegarien gespielt wurden, setzte sich auch in Naumburg durch. Da die anderen thüringischen Fürsten regelmäßig zu Gast im Opernhaus vorm Salztor gewesen sein dürften, ließen sie in der Naumburger Opernzeit merklich weniger Opern an ihren Höfen inszenieren, da sie ihr Operninteresse in Naumburg befriedigten.
Das Naumburger Opernhaus wurde am 30. April 1716 durch einen Brand vernichtet und danach nicht wieder aufgebaut. Deshalb wurden wahrscheinlich auch keine Opern im Jahr 1716 gespielt. Aus dieser Zeit datieren nur noch zwei Opernaufführungen aus dem Jahr 1717 im Naumburger Residenzhaus am Markt (heute Amtsgericht Naumburg).
Da der Herzog am 2. Mai 1717, bedingt durch seinen Religionswechsel zum Katholizismus, der Administration des evangelischen Hochstifts Naumburg verlustig wurde und das Herzogtum Sachsen-Zeitz an Kursachsen abtreten musste, endete die jüngste sächsische Sekundogenitur, was auch das endgültige Aus für die Naumburger Operngeschichte bedeutete.
Die Ruine des Opernhauses stand mindestens noch bis 1752. Das Grundstück des alten Opernhauses wurde später wieder bebaut, heute befindet sich darauf das Naumburger Stadtarchiv.

## Liste der im Naumburger Opernhaus aufgeführten Opern
Nur die Oper Der glückliche Liebeswechsel oder Paris und Helena von Heinichen ist aus dem Naumburger Repertoire erhalten, von den anderen existieren nur noch einige Arien oder nur die Texthefte. Von einigen Opern sind nur die Namen bekannt.
| Titel                                              | Komponist                  | Libretto                     | Uraufführung  | Bemerkung                                                                                         |
| -------------------------------------------------- | -------------------------- | ---------------------------- | ------------- | ------------------------------------------------------------------------------------------------- |
| Orpheus und Euridice                               | Reinhard Keiser?           | ?                            | 28. Juni 1701 |                                                                                                   |
| Jupiter und Callisto                               | ?                          | ?                            | 1702          |                                                                                                   |
| Das verwirrte Haus Jacob                           | –                          | –                            | 1703          | Schauspiel mit begleitender Musik von Barthold Feind                                              |
| Octavia                                            | Reinhard Keiser?           | Barthold Feind?              | 1705          |                                                                                                   |
| Telemaque                                          | Georg Caspar Schürmann     | Johann Christoph Frauendorff | 1706          | Balletteinlagen von Tanzmeister Samuel Rudolph Behr                                               |
| Germanicus                                         | Georg Philipp Telemann     |                              | 1706          | mittlerweile nicht sicher, ob Germanicus in Naumburg gespielt wurde                               |
| Lucretia                                           | Reinhard Keiser?           | Barthold Feind?              | 1707          |                                                                                                   |
| Das verwirrte Haus Jacob                           | –                          | –                            | 1708          | Wiederholung von 1703                                                                             |
| Olimpia Vendicata                                  | Johann David Heinichen     | Georg Christian Lehms        | 1708          | Wiederholung 1709, einige Arien erhalten; einzige komplett italienischsprachige Oper aus Naumburg |
| Der glückliche Liebeswechsel oder Paris und Helena | Johann David Heinichen     | ?                            | 1710          | einzig komplett erhaltene Oper aus Naumburg                                                       |
| Clomire                                            | Johann Friedrich Fasch     | ?                            | 29. Juni 1711 |                                                                                                   |
| Der angenehme Betrug oder Karneval in Venedig      | Johann David Heinichen     | ?                            | 1711          | Wiederholung der Aufführung von 1709 aus Leipzig; einige Arien erhalten                           |
| Die getreue Dido                                   | Johann Friedrich Fasch     | ?                            | 1712          |                                                                                                   |
| Valeria                                            | Gottfried Heinrich Stölzel | ?                            | 1712          | eventuell zusätzlich schon 1711 aufgeführt                                                        |
| Orion                                              | Gottfried Heinrich Stölzel | ?                            | 1713          |                                                                                                   |
| Artemisia                                          | Gottfried Heinrich Stölzel | ?                            | 1713          |                                                                                                   |
| Clomire                                            | Johann Friedrich Fasch     | ?                            | 1715          | Wiederholung von 1711                                                                             |
| Der glückliche Betrug oder Clytia und Orestes      | Johann Augustin Kobelius   | ?                            | 1717          | Aufführung im Residenzhaus                                                                        |
| Isabella und Rodrigo                               | Johann Augustin Kobelius?  | ?                            | 1717          | Aufführung im Residenzhaus                                                                        |

## Wiederentdeckung der Oper „Der glückliche Liebeswechsel oder Paris und Helena“
Im Jahr 2001 kehrte das verschollen geglaubte Archiv der Sing-Akademie zu Berlin aus Kiew nach Berlin zurück. Darin fand sich ein Autograph der bis dahin vermissten Oper Der glückliche Liebeswechsel oder Paris und Helena von Heinichen.
Die Oper wurde im Rahmen einer konzertanten Aufführung von der Berliner Lautten Compagney am 10. November 2012 im Audimax der Fachhochschule Brandenburg nach über 300 Jahren wieder gespielt.